# Llatí arcaic
La denominació Llatí arcaic, emprada des del segle xviii, es refereix al període d'evolució del llatí anterior a la formació del Llatí clàssic, que se situa a principis del segle i aC. Els textos del llatí arcaic es caracteritzen per una ortografia i unes normes diferents de les de l'època clàssica.

## Període
El 1874 John Wordsworth va formular-ne aquesta definició: 
Per llatí arcaic entenc el llatí de tot el període de la República que es diferencia molt clarament tant per la seva tonalitat com per la seva forma externa del del temps de l'Imperi.
Malgrat que les diferències són força notables i qualsevol persona que sàpiga llegir en llatí les distingeix clarament, no arriben pas a impedir la comprensió del text per a qui conegui el llatí clàssic; per tant, en temps de l'Imperi hom no tenia cap dificultat a entendre el llatí arcaic, excepte en el cas d'alguns textos, principalment càntics, que deuen datar d'una època tan remota com la dels antics reis de Roma. Per tant, les lleis de les Dotze Taules, que corresponen als inicis de la República, resultaven intel·ligibles, però el Carmen Saliare, problament escrit durant el segle viii aC, en l'època en què se situa el regnat de Numa Pompili, no del tot.
Sobre el llatí arcaic, l'historiador grec Polibi, present a Roma durant el segle ii aC, va manifestar que havent llegit el primer tractat entre Roma i Cartago, redactat a mitjans del segle v aC, va trobar el llenguatge antic de Roma molt diferent del de la seva època, i, per tant, força difícil d'entendre. Per tant, durant els quatre segles que seguiren a aquest tractat entre romans i cartaginesos, el llatí arcaic va anar evolucionant fins a esdevenir molt semblant al que després va ser el llatí clàssic.

## Textos

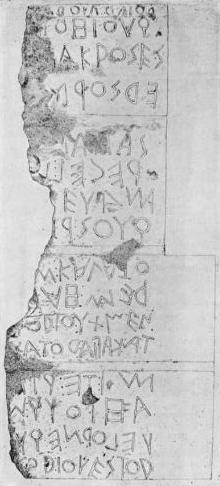
La inscripció del Fòrum, una de les inscripcions llatines més antigues que es coneixen. Es tracta també d'un exemple d'escriptura bustrofèdica, tot i que irregular. Procedent d'un gravat de Domenico Comparetti.

D'obres literàries escrites en llatí arcaic començà a haver-n'hi a partir del segle iii aC. Moltes es conserven senceres -o gairebé- en còpies manuscrites posteriors, com també n'hi ha fragments citats en altres autors. Per altra banda, també es conserven inscripcions en la seva forma original.
Qualsevol inscripció llatina és posterior a la introducció a Itàlia de l'alfabet grec, però no en queda cap de tan primerenca, ja que les més antigues daten del segle vi aC. Tanmateix, alguns textos, que han sobreviscut en fragments citats per autors clàssics, deuen ser de l'època de la Monarquia (segles VIII-VI aC), tal com és el cas d'alguns d'aquests
testimonis notables del llatí arcaic:
- El Carmen Saliare (cant atribuït en època clàssica a la germandat saliana creada en temps del rei Numa Pompili, al segle viii aC)
- La Praeneste fibula (segle VII aC, l'autenticitat de la qual, però, és discutida per alguns estudiosos)
- El Lapis Niger (ací mostrat en la il·lustració de la dreta, vers 550 aC als darrers temps de la Monarquia)
- La Duenos inscription (vers 500 aC)
- La dedicatòria a Càstor i Pòl·lux (vers 500 aC)
- El Vas Garigliano (vers 500 aC)
- El Lapis Satricanus (principis del segle v aC)
- Els fragments conservats de les lleis de les Dotze Taules (datades tradicionalment del 449 aC, però considerades força posteriors)
- El Pedestal Tibur (vers 400 aC)
- Les inscripcions al Sepulcre dels Escipió a Roma 
  - Epitafi de Luci Corneli Escipió Barbat (v. 280 aC)
  - Epitafi de Luci Corneli Escipió (cònsol 259 aC)
  - Epitafi de Publi Corneli Escipió Africà (sacerdot) (mort vers 170 aC)
- El Senatus consultum de Bacchanalibus (186 aC)
- Les inscripcions del Vas d'Ardea
- Els fragments de l'altar de Corcolle
- El Carmen Arvale

Els autors coneguts de textos en llatí arcaic són:
- Luci Livi Andronic (vers. 280/260 aC–v. 200 aC)
- Gneu Nevi (vers. 264 – 201 aC)
- Tit Macci Plaute (v. 254–184 aC)
- Quint Enni (239 - v. 169 aC)
- Marc Pacuvi (vers. 220-130 aC)
- Publi Terenci Àfer (195/185–159 aC)
- Luci Atti (170 - c. 86 aC)
- Gai Lucili (c.160s - 103/2 aC)

## Escriptura
El llatí arcaic de les inscripcions està escrit en diferents formes de l'alfabet etrusc, que va evolucionar cap a l'alfabet llatí. Les normes d'escriptura resulten variables fins que acaben prevalent les del llatí clàssic. Les obres dels autors sempre es conserven en còpies posteriors perquè els manuscrits originals es van perdre.

## Ortografia
Les principals diferències entre el llatí arcaic i el clàssic són d'ortografia, perquè, segons es creu, la pronúncia devia resultar força semblant:
- No duplicació de consonants: Marcelus en comptes de Marcellus
- Duplicació o ús del diacrític sobre les vocals per indicar les vocals llargues: aara o ára per ara.[3]
- gs/ks/xs per /ks/: e.g. regs per rex, saxsum per saxum
- Ús de tres grafemes per representar el fonema /k/: <q> davant les vocals posteriors, [o] i [u] (pequnia); <c> davant consonant i vocals anteriors, [e] i [i] (centum, cresco); i <k> davant la vocal central, la [a] (kano). Aquesta pràctica ortogràfica, que sorgí en etrusc i fou imitada pel llatí, tenia una raó fonològica en la primera llengua però no pas en la segona, i per aquesta arbitrarietat fou abandonada en llatí clàssic. Així, en resultà l'extensió de la grafia <c> per representar el fonema [k] en qualsevol posició en llatí clàssic, llevat del grup [kw], pel qual es reserva la grafia <qu> (quattuor), i certes k fossilitzades, com en els mots kalendae 'dia primer de cada mes' i Kaeso, nom propi; més tard, els manlleus del grec també es començaren a adaptar amb <k>.[3]
- Ús de <c> per representar el so de /g/ (cens per gens. La lletra C deriva de la gamma grega <Γ>; però el filtre etrusc pel qual l'alfabet grec arribà a Roma comportà que l'alfabet llatí arcaic no distingís entre la sorda i la sonora, encara que sí que es distingís en la parla, per influència de la llengua etrusca, per la qual eren al·lòfons i no li calia distingir-les. L'ús de la <g> és una invenció d'Espuri Carvili Ruga (segle iii aC i no és més que una C amb un diacrític. Aquest ús antic és el motiu pel qual Gaius i Gnaeus s'abreugen, respectivament, C. i Cn..[3]

## Fonologia

Canvis en els diftongs del llatí arcaic (esquerra) al llatí clàssic (dreta)

Les característiques fonològiques del llatí arcaic són:
- les terminacions en "os" i "om", que després evolucionaren cap a "us" i "um"
- l'existència dels diftongs "oi" i "ei", que en èpoques posteriors passaren a ser ū o oe, i ī, respectivament.
- l'estadi anterior al rotacisme del llatí clàssic, que va convertir les /s/ intervocàliques en /r/ (rotacisme); així, en els primers estadis del llatí clàssic tenim "honos, honoris" que passà a ser "honor, honoris". Per altra banda, alguns textos arcaics conserven la /s/ intervocàlica com ara el Carmen Arvale on es pot llegir lases per lares.

## Gramàtica i morfologia

### Noms

#### Primera declinació (a)
Els noms de la declinació amb rel acabada en -A, solen ser femenins.
|           | puella, –aī nena, noia f. | puella, –aī nena, noia f. |
| Singular  | Plural                    |                           |
| --------- | ------------------------- | ------------------------- |
| Nominatiu | puella                    | puellai                   |
| Genitiu   | puellās/-es/-āī           | puellōm/ -āsom            |
| Datiu     | puellāi                   | puellais/-eis/ -abos      |
| Acusatiu  | puellam                   | puellā                    |
| Ablatiu   | puellād                   | puellais/-eis/ -abos      |
| Vocatiu   | puella                    | puellai                   |
| Locatiu   | puellā                    | puellais/-eis             |

#### Segona declinació (b)
Els noms de la declinació amb rel acabada en -O, són masculins o neutres.
|           | campos, –oi camp, plana m. | campos, –oi camp, plana m. | saxom, –oi roca, pedra n. | saxom, –oi roca, pedra n. |
| Singular  | Plural                     | Singular                   | Plural                    |                           |
| --------- | -------------------------- | -------------------------- | ------------------------- | ------------------------- |
| Nominatiu | campos                     | campoi                     | saxom                     | saxa                      |
| Genitiu   | campī                      | campōm/ -ōsom              | saxī                      | saxōm/ -ōsom              |
| Datiu     | campōi                     | campois                    | saxoi                     | saxois                    |
| Acusatiu  | campom                     | campōs                     | saxom                     | saxa                      |
| Ablatiu   | campōd                     | campois                    | saxōd                     | saxois/ -oes              |
| Vocatiu   | campe                      | campoi                     | saxe                      | saxoi                     |
| Locatiu   | campō                      | campois                    | saxō                      | saxois/ -oes              |

Cal notar com el genitiu plural té dues terminacions: la primera "-ōm", semblant a la del grec antic "-ōn", i la posterior "-ōsom", que, a causa del rotacisme, evolucionà cap a la terminació clàssica "-ōrum"

#### Tercera declinació
Aquesta és la declinació dels noms amb rel acabada en consonant, hi ha noms masculins, femenins i neutres.
|           | Regs –es rei m. | Regs –es rei m. |
| Singular  | Plural          |                 |
| --------- | --------------- | --------------- |
| Nominatiu | regs            | reges           |
| Genitiu   | regis           | regōm           |
| Datiu     | regei           | regebos         |
| Acusatiu  | regem           | reges           |
| Ablatiu   | regeid          | regebos         |
| Vocatiu   | regs            | reges           |
| Locatiu   | regei           | regebos         |

Si el nominatiu és "regs" en comptes de "rex" és perquè en llatí arcaic no s'acostumava pas a usar per escriure els fonemes /ks/ o /gs/, el qual s'escrivia 'ks', 'cs', o fins i tot 'xs'

### Pronoms personals
Els pronoms personals són les paraules més freqüents a les inscripcions arcaiques. Cal notar com a les tres persones, l'ablatiu singular té una terminació idèntica a la de l'acusatiu singular.
|           | Ego, Jo            | Tu, Tu             | Suī, Ell, Ella, Etc. |
| --------- | ------------------ | ------------------ | -------------------- |
| Nominatiu | ego                | tu                 | -                    |
| Genitiu   | mis                | tis                | sei                  |
| Datiu     | mihei, mehei       | tibei              | sibei                |
| Acusatiu  | mēd                | tēd                | sēd                  |
| Ablatiu   | mēd                | tēd                | sēd                  |
|           | Plural             |                    |                      |
| Nominatiu | nōs                | vōs                | -                    |
| Genitiu   | nostrōm, -ōrum, -i | vostrōm, -ōrum, -i | sei                  |
| Datiu     | nōbeis, nis        | vōbeis             | sibei                |
| Acusatiu  | nōs                | vōs                | sēd                  |
| Ablatiu   | nōbeis, nis        | vōbeis             | sēd                  |

### Pronom relatiu
Els pronoms relatius també són d'aparició freqüent, principalment a les inscripcions, però, dissortadament, les formes són inconsistents i aquí es llisten reconstruccions dels estudiosos.
| queī, quaī, quod qui, que, on | queī, quaī, quod qui, que, on | queī, quaī, quod qui, que, on | queī, quaī, quod qui, que, on |
|                               | Masculí                       | Femení                        | Neutre                        |
| ----------------------------- | ----------------------------- | ----------------------------- | ----------------------------- |
| Nominatiu                     | queī                          | quaī                          | quod                          |
| Genitiu                       | quoius, quoios                | quoia                         | quoium, quoiom                |
| Dative                        | quoī, queī, quoieī, queī      | quoī, queī, quoieī, queī      | quoī, queī, quoieī, queī      |
| Acusatiu                      | quem                          | quam                          | quod                          |
| Ablatiu                       | quī, quōd                     | quād                          | quōd                          |
|                               | Plural                        |                               |                               |
| Nominatiu                     | ques, queis                   | quaī                          | qua                           |
| Genitiu                       | quōm, quōrom                  | quōm, quārom                  | quōm, quōrom                  |
| Datiu                         | queis, quīs                   | queis, quīs                   | queis, quīs                   |
| Acusatiu                      | quōs                          | quās                          | quōs                          |
| Ablatiu                       | queis, quīs                   | queis, quīs                   | queis, quīs                   |

### Verbs

#### Presents i perfets
No hi ha gaires testimonis de la flexió verbal arcaica, i les poques inscripcions que en queden presenten moltes inconsistències. Per això, ací només es presenten les formes que els estudiosos consideren provades a partir d'inscripcions arcaiques i per comparació amb altres llengües indoeuropees com ara el grec o dialectes itàlics com ara l'osc o l'umbre.
|                 | Present d'indicatiu: Sum | Present d'indicatiu: Sum | Present d'indicatiu: Sum | Present d'indicatiu: Sum | Present d'indicatiu: Facio | Present d'indicatiu: Facio | Present d'indicatiu: Facio | Present d'indicatiu: Facio |
| Arcaic          | Arcaic                   | Clàssic                  | Clàssic                  | Arcaic                   | Arcaic                     | Clàssic                    | Clàssic                    |                            |
| Singular        | Plural                   | Singular                 | Plural                   | Singular                 | Plural                     | Singular                   | Plural                     |                            |
| --------------- | ------------------------ | ------------------------ | ------------------------ | ------------------------ | -------------------------- | -------------------------- | -------------------------- | -------------------------- |
| Primera Persona | som, esom                | somos, sumos             | sum                      | sumus                    | fac(e/ī)o                  | fac(e)imos                 | faciō                      | facimus                    |
| Segona Persona  | es                       | esteīs                   | es                       | estis                    | fac(e/ī)s                  | fac(e/ī)teis               | facis                      | facitis                    |
| Tercera Persona | est                      | sont                     | est                      | sunt                     | fac(e/ī)d/-(e/i)t          | fac(e/ī)ont                | facit                      | faciunt                    |

|                 | Perfet d'indicatiu: Sum | Perfet d'indicatiu: Sum | Perfet d'indicatiu: Sum | Perfet d'indicatiu: Sum | Perfet d'indicatiu: Facio | Perfet d'indicatiu: Facio | Perfet d'indicatiu: Facio | Perfet d'indicatiu: Facio |
| Arcaic          | Arcaic                  | Clàssic                 | Clàssic                 | Arcaic                  | Arcaic                    | Clàssic                   | Clàssic                   |                           |
| Singular        | Plural                  | Singular                | Plural                  | Singular                | Plural                    | Singular                  | Plural                    |                           |
| --------------- | ----------------------- | ----------------------- | ----------------------- | ----------------------- | ------------------------- | ------------------------- | ------------------------- | ------------------------- |
| Primera Persona | fuei                    | fuemos                  | fuī                     | fuimus                  | (fe)fecei                 | (fe)fecemos               | fēcī                      | fēcimus                   |
| Segona Persona  | fuistei                 | fuisteīs                | fuistī                  | fuistis                 | (fe)fecistei              | (fe)fecisteis             | fēcistī                   | fēcistis                  |
| Tercera Persona | fued/fuit               | fueront/-erom           | fuit                    | fuērunt                 | (fe)feced/-et             | (fe)feceront/-erom        | fēcit                     | fēcērunt/-ēre             |